# García Ordóñez
García Ordóñez († 29. Mai 1108 vor Uclés) war ein kastilischer Adliger im 11. Jahrhundert. Im Cantar de Mio Cid, einem der Hauptwerke der literarischen Folklore Spaniens, wird er als der persönliche Feind des Rodrigo Díaz „El Cid“ de Vivar beschrieben.
García war ein Sohn des Ordoño Ordóñez, der dem König Ferdinand I. von León-Kastilien als Bannerträger (alférez) gedient hatte. Im Jahr 1074 wird er selbst zwei Mal als Bannerträger des Königs Alfons VI. urkundlich genannt. Die Nähe der Familie zum königlichen Haus war offenbar verwandtschaftlich begründet, da sie wohl von König Ramiro III. abstammte.
Zwischen den Jahren 1074 und 1080 wird García in keiner königlichen Urkunde mehr erwähnt, wohl weil er in jener Zeit bei König Alfons VI. in Ungnade gefallen war und sich in das Exil begeben musste. Im Dienst des maurischen Taifakönigs von Granada stehend, führte er 1079 zusammen mit zwei weiteren navarresischen Exilierten einen Angriff auf den Taifakönig von Sevilla durch, wurde dabei aber in der Schlacht von Cabra von Rodrigo Díaz „El Cid“ de Vivar, der gerade im königlichen Auftrag in Sevilla weilte, geschlagen und gefangen genommen. Nur ein Jahr später hatte sich die Lage Garcías entscheidend geändert, als er erstmals in Nájera in der Position des Grafen dieser Stadt urkundlich genannt wird, in der er in einer königlichen Urkunde vom 8. Mai 1080 bestätigt wird. Ihm gelang also nicht nur die Rückkehr in die königliche Gunst, sondern auch die Einsetzung in die faktische Herrschaft über La Rioja. Zugleich kam es zum Bruch zwischen dem König und dem Cid, der sich nun seinerseits zum Gang ins Exil gezwungen sah. Offenbar konnte sich García im Machtkampf am Hofe durchsetzen und seine Position als Vertrauensmann des Königs ausbauen. So fiel seine Ehe mit der Infanta Urraca, einer Tochter des Königs García III. von Navarra, und die Ernennung seines Bruders Rodrigo Ordóñez zum königlichen Bannerträger in dieselbe Zeit.
Von da an trat García regelmäßig als Zeuge in königlichen Urkunden auf. 1096 wurde er gemeinsam mit Gonzalo Núñez de Lara beauftragt, dem Taifakönig von Saragossa im Kampf gegen König Peter I. von Aragón beizustehen, gegen den sie aber am 18. November in der Schlacht von Alcoraz unterlagen. Schließlich wurde er zum Tutor des jungen Thronfolgers Sancho Alfónsez bestellt, mit dem er am 29. Mai 1108 in der Schlacht von Uclés gegen die Almoraviden getötet wurde.

## Weblink
- Chapter 2. AZA bei Foundation for Medieval Genealogy.ac

| Personendaten    | Personendaten                       |
| ---------------- | ----------------------------------- |
| NAME             | García Ordóñez                      |
| KURZBESCHREIBUNG | spanischer Adliger, Graf von Nájera |
| GEBURTSDATUM     | 11. Jahrhundert                     |
| STERBEDATUM      | 29. Mai 1108                        |
| STERBEORT        | Uclés                               |